# スタンリー・ミラー
スタンリー・ロイド・ミラー（Stanley Lloyd Miller、1930年3月7日 - 2007年5月20日）は、アメリカの化学者。カリフォルニア州オークランド生まれのドイツ系アメリカ人。

## 経歴
1953年、彼がシカゴ大学の大学院生だった時に、ハロルド・ユーリーの研究室で行ったユーリー＝ミラーの実験で有名。この実験は、原始地球の環境で有機物（つまりアミノ酸）が生成されるかもしれないということを示していた。これは生物学史に残る最初の『生命の起源』に関する実験的証明である。
学部生の時はカリフォルニア大学バークレー校でハロルド・ユーリーから指導を受けた。1954年にシカゴ大学から博士号を受けた。晩年はカリフォルニア大学サンディエゴ校の化学科名誉教授であった。
2007年5月20日、心不全のため死去。77歳だった。